# Vena dorsale profonda del pene
La vena dorsale profonda del pene è una vena localizzata sotto la fascia profonda del pene e riceve il sangue dal glande e dai corpi cavernosi, decorrendo verso la radice del pene, compresa sulla linea mediana tra le due arterie dorsali. Passando attraverso il legamento sospensorio del pene, quello pubico arcuato e quello trasverso della pelvi, si divide in due branche che si immettono nel plesso pudendo.
È altresì in rapporto con la sinfisi pubica tramite la vena pudenda interna.

## Significato clinico
La rottura della vena dorsale profonda del pene può presentarsi in modo simile alla frattura del pene.

## Galleria d'immagini

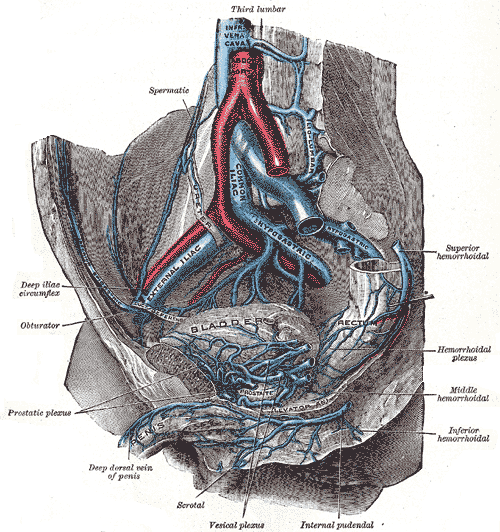
Vene della metà destra della pelvi maschile.
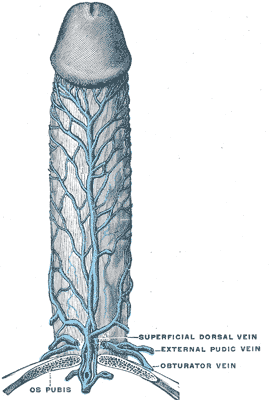
Vene del pene.
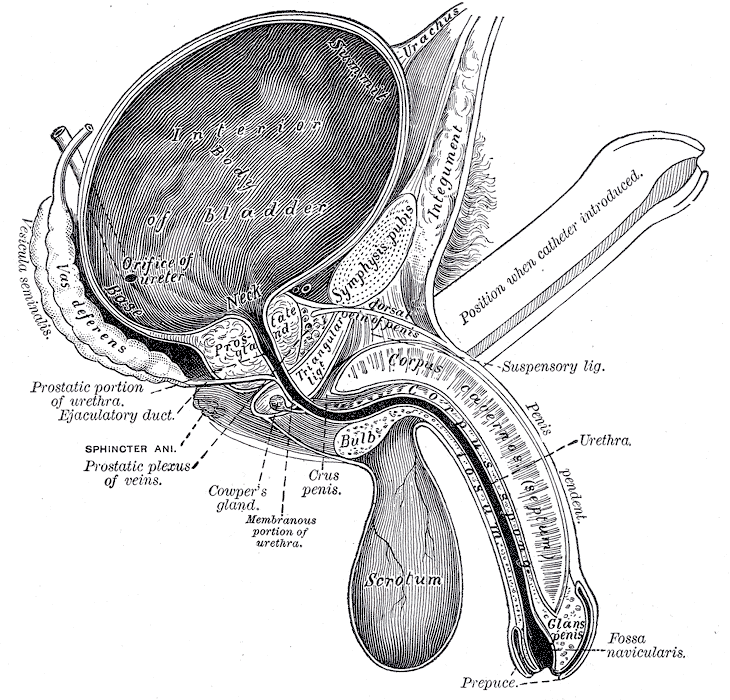
Sezione verticale della vescica, del pene e dell'uretra.